# Luka Sorkočević

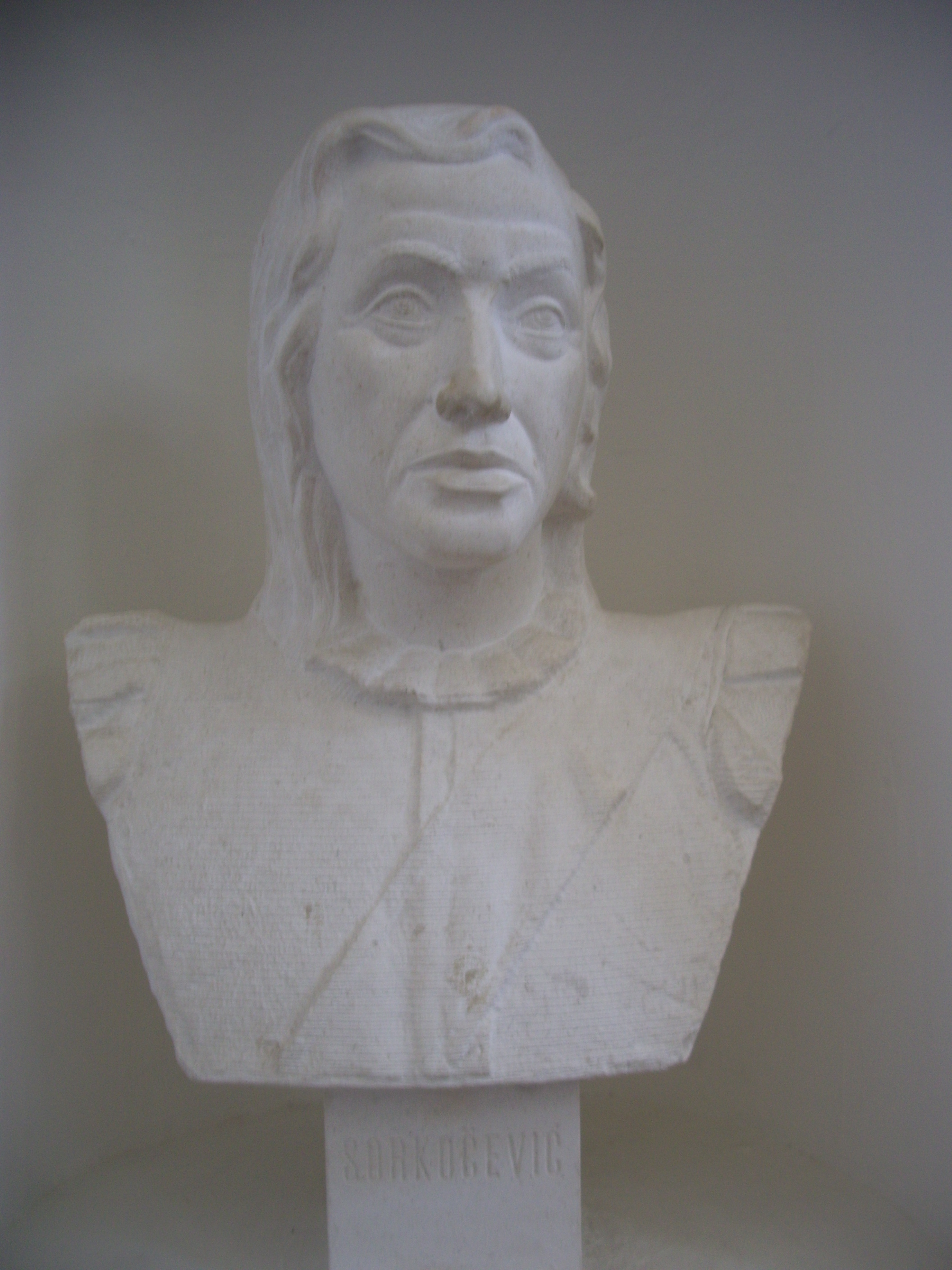
Büste von Luka Sorkočević in Dubrovnik

Luka Sorkočević (italianisiert Luca Sorgo; * 13. Januar 1734 in Dubrovnik (Republik Ragusa); † 11. September 1789 in Dubrovnik) war Diplomat und ein Komponist der Vorklassik. Er gilt als erster kroatischer Komponist von Sinfonien. Heute sind 15 Werke bekannt, die ab 1953 wiederentdeckt wurden.

## Leben
Luka Sorkočević wurde als Sohn der Adelsfamilie Sorkočević  in Dubrovnik geboren. Er erhielt seinen ersten Musikunterricht im Umfeld des Jesuitenkollegiums der Stadt und von Giuseppe Valenti, der von 1750 bis 1761 Domkapellmeister der Kathedrale war. Danach setzte Sorkočević sein Musikstudium in Rom bei Rinaldo di Capua fort. 
1752 wurde er in den Großen Rat der Republik Ragusa gewählt. In diesem Amt blieb er bis zu seinem Lebensende. Als Diplomat repräsentierte er 1781 während einiger Monate Dubrovnik am Wiener Hof und freundete sich mit Joseph Haydn und Christoph Willibald Gluck an.
Sorkočević nahm sich am 11. September 1789 mit einem Sprung aus dem dritten Stock seines Palastes das Leben.
Seine Tochter Marina (* 1767) soll Vokalwerke komponiert haben, die bislang aber nicht aufgefunden werden konnten. Sein Sohn Antun Sorkočević (1775–1841) wirkte ebenfalls als Diplomat und Komponist. 

## Werke
Nur drei von Sorkočevićs fünfzehn bekannten Werken sind datiert. Das Gros muss in seinen Jugendjahren in den 1750er und 1760er Jahren entstanden sein. Alle Werke sind handschriftlich überliefert, mit Ausnahme einer Komposition handelt es sich um flüchtig geschriebene Autographen. Es ist unbekannt, ob die Kompositionen öffentlich aufgeführt wurden, gesichert ist aber, dass sie bei den literarischen Akademien, welche die Gebrüder Sorkočević im Familienpalast gaben, kammermusikalisch gespielt wurden. Vielleicht hat Sorkočević dabei selbst mitgewirkt. Die Manuskripte gelangten zu einem unbekannten Zeitpunkt in das Archiv des Franziskanerklosters in Dubrovnik.
Hier wurden sie 1953 von Milo Asić wiederentdeckt, der damals Direktor der Dubrovniker Musikschule war und sich auch als Herausgeber anderer vergessener dalmatischer Komponisten wie Giulio Schiavetto (Julije Skjavetić, * 1562–1565 in Šibenik) und Tomaso Cecchino (1583–1644) einen Namen machte. Im Jahr 1965 wurden Sorkočevićs sieben Sinfonien schließlich von der Kroatischen Akademie der Wissenschaften und Künste im Urtext und in einer Neufassung von Stjepan Šulek herausgegeben. Šuleks Revision ist zwar meisterhaft instrumentiert, verfälscht aber die vorklassische Charakteristik des Originals, indem die Tonsprache der Wiener Klassik angenähert wird. Dennoch wurden die Sinfonien in Jugoslawien vor allem in dieser Version populär. 1979 wurde in Osor ein Symposium über Luka und Antun Sorkočević abgehalten, dem 1983 ein von Stanislav Tuksar herausgegebener Sammelband folgte. 2004 wurden Sorkočevićs sieben Sinfonien und weitere seiner Instrumentalwerke von der Salzburger Hofmusik unter Wolfgang Brunner eingespielt. Die Aufnahme hat eine Gesamtspielzeit von 1 Stunde und 6 Minuten.

### Instrumentalmusik

#### Sinfonien für Streicher, Oboen und Hörner
Sorkočevićs dreisätzige Sinfonien haben eine Gesamtspielzeit von jeweils 5 bis 7 Minuten. Nur in den Ecksätzen wird das vierstimmige Streichensemble durch Bläser verstärkt. Die ersten Sätze (Allegro) orientieren sich noch an der barocken Zweiteiligkeit, zeigen aber schon Ansätze der in der Wiener Klassik voll ausgebildeten Sonatensatzform. So besteht zwischen den beiden Teilen ein kurzer modulatorischer Übergang, der an eine Durchführung erinnert. In der (erst angedeuteten) Reprise führt Sorkočević bei der Rückkehr in die Haupttonart teilweise neues Material ein. Allgemein herrscht eine Mannigfaltigkeit an verschiedenen kleinen Themen vor, die immer wieder neu zusammengesetzt werden, was aber nicht zu einer Überladung führt, sondern für Originalität und Überraschung sorgt. Es finden sich bereits Ansätze zu einem Hauptthema und zu harmonischen Spannungen. Sorkočević bediente sich in der Gestaltung ausgiebig der Mannheimer Manieren, wie sie für die Mannheimer Schule typisch waren: Vorhalte, Bebungen, «Mannheimer Seufzer», «Mannheimer Raketen», «Mannheimer Walzen» etc. Die ausdrucksstarken langsamen Mittelsätze (Andante oder Largo) sind sehr schöne Beispiele für den Empfindsamen Stil. Die schnellen letzten Sätze (Allegro oder Presto) basieren auf ternären Rhythmen, d. h. sie sind auf Triolen aufgebaut.
- 1. Sinfonie D-Dur
- 2. Sinfonie G-Dur
- 3. Sinfonie D-Dur
- 4. Sinfonie F-Dur
- 5. Sinfonie D-Dur
- 6. Sinfonie D-Dur
- 7. Sinfonie G-Dur

#### Weitere Instrumentalwerke
- Sinfonie (Sonate) in A-Dur für 2 unbezeichnete Stimmen (Violine und Bass oder Cembalo; 14. Dezember 1754)
- Sinfonie in D-Dur in fünfstimmiger Besetzung für Streicher (nur 2 Sätze)
- Sinfonie (Trio) in G-Dur für Flöte, Violine und Bass
- Ouvertüre in G-Dur für Oboe, 2 Violinen und Bass (Juli 1754)
- Ouvertüre in G-Dur für 2 Violinen und Bass
- La vertu perdue („Die verlorene Tugend“) für Violine, Violoncello und Basso continuo

### Vokalwerke
- Qual rupe in mezzo all'onde („Welch Fels in der Brandung“), Arie für Sopran und Orchester
- Babilonskiem nad riekama („An den Strömen zu Babel“; Psalm 137, kroatisch von Ignjat Đurđević), Psalm für Sopran, Tenor, Bass und Orgel